# Alfa Romeo 159
L'Alfa Romeo 159 est une berline sportive de luxe fabriquée par le constructeur italien Alfa Romeo, filiale du groupe Fiat Automobiles, de 2005 à 2011.
Concurrente des Audi A4, BMW série 3 et autres Mercedes Classe C et Lexus IS, son style extérieur réalisé par Giorgetto Giugiaro en collaboration avec le Centro Stile Alfa Romeo la fait se démarquer en raison d'un caractère esthétique latin, dynamique et affirmé.

## Histoire

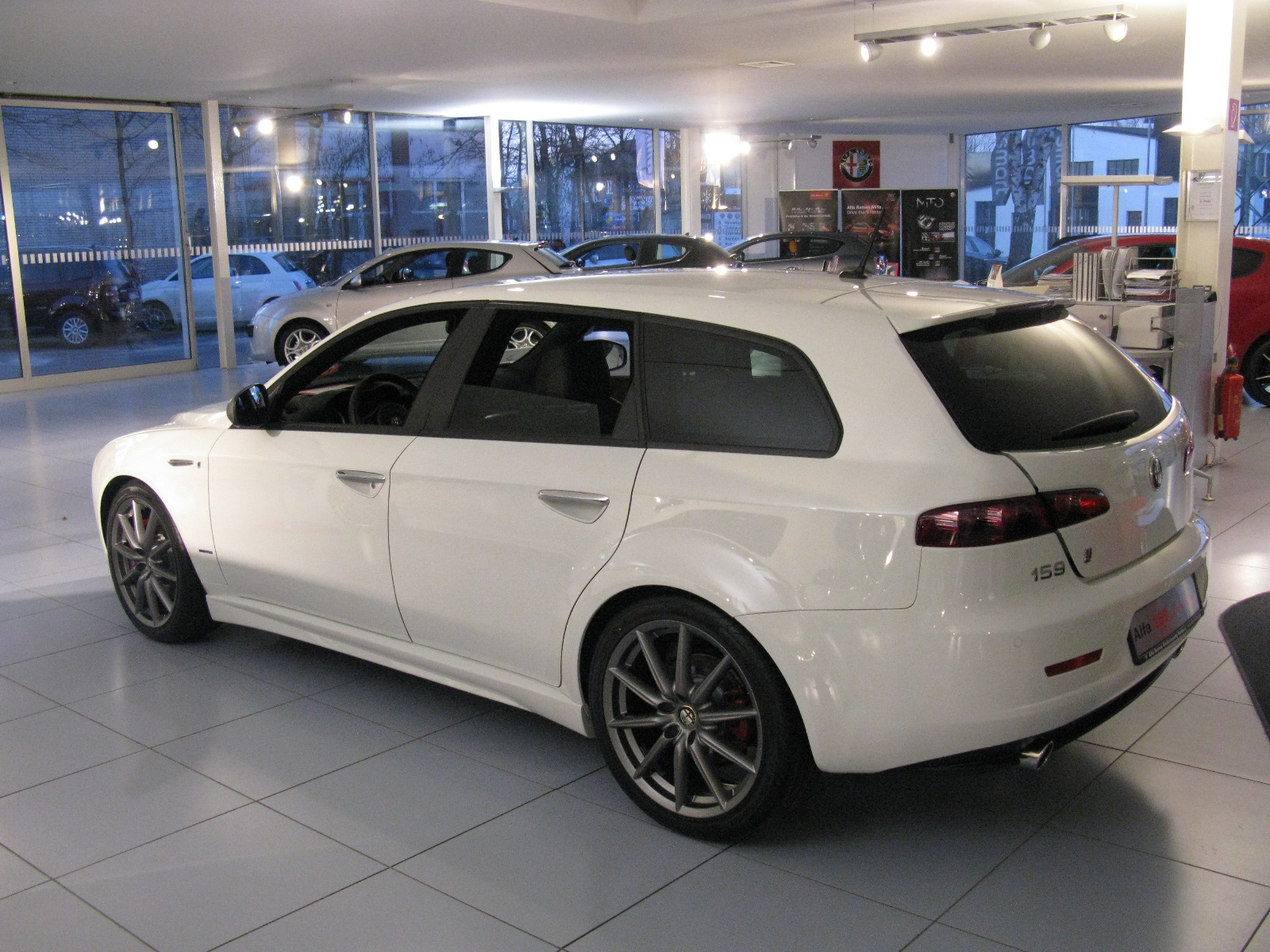
La version break Sportwagon est lancée en 2005.

La 159 a été conçue à l'époque où Fiat et General Motors entretenaient des relations financières et technologiques (2000-2005). Le moteur 6-cylindres provient d'une base de Holden en Australie mais a été retravaillé chez Alfa Romeo en Italie pour le haut-moteur. Les 4-cylindres diesel sont d'origine Fiat, tandis que les 4-cylindres essence, d'origine General Motors, ont été largement retravaillés par Alfa Romeo, à l'exception du 1.8 MPI.
En 2005 est lancée la version break, appelée Sportwagon.
En 2008, la 159 berline et break sont restylées.
Le 2 septembre 2011, Alfa Romeo annonce la fin de la production de la 159 dans l'usine de Pomigliano d’Arco, où sera désormais assemblée la toute nouvelle Fiat Panda. Un prix trop élevé et des erreurs marketing auraient écourté la carrière de l'Alfa Romeo 159.

## Description et équipements

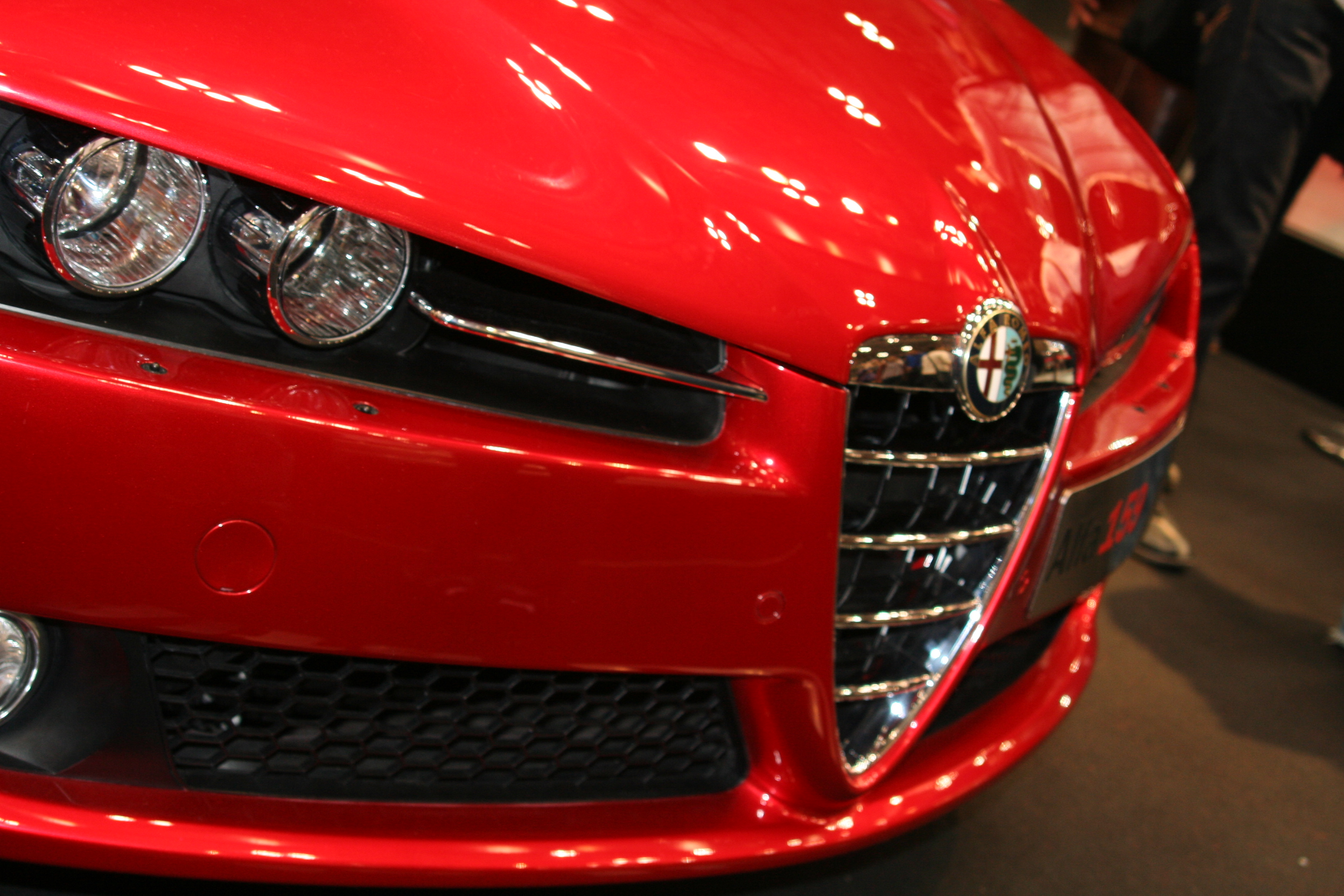
Le scudetto, élément stylistique typique d'Alfa Romeo.

L'Alfa 159 se caractérise par une ligne et une finition traduisant un positionnement sportif dans la catégorie des berlines familiales, avec sa face avant très agressive, similaire à celle du coupé Brera. Fiat a précisément demandé à Giugiaro de retranscrire sur une berline le design du concept car Brera de 2002. Les suspensions comportent des quadrilatères « hauts » à l'avant et un train arrière multibras.
Par rapport à la précédente Alfa Romeo 156, l'Alfa 159 a vu ses dimensions évoluer considérablement : longueur 4,66 m (+ 22 cm), largeur 1,83 m (+ 7 cm). Tout cela afin de respecter les nouvelles normes d'essai de choc. Le poids de la voiture accuse également une augmentation de presque 200 kg, ce qui pénalise les valeurs de reprise et la consommation. Ceci est compensé pour les moteurs à essence par l'abandon des motorisations Twin Spark. La qualité perçue de la voiture se trouve par contre améliorée par rapport à la 156.
La résistance à la torsion de la caisse atteint la valeur record de 180 000 daN m/rad. La conception de sa structure et ses équipements de sécurité lui ont permis d'obtenir cinq étoiles à l'essai de choc Euro NCAP.
Les diesels sont tous équipés d'un filtre à particules de série.
Les sièges avant sont dotés d'un dispositif qui, en cas de choc arrière, rapproche les appuie-tête de la nuque des occupants.

## Motorisations
Depuis son lancement, l'Alfa Romeo 159 dispose de huit motorisations, quatre essence et quatre diesels.
- Versions Essence
  - 1.9 JTS, 118 kW / 160 ch, 4-cylindres en ligne à injection directe.
  - 2.2 JTS, 136 kW / 185 ch, 4-cylindres en ligne à injection directe.
  - Le nouveau 1750 TBI, 147 kW / 200 ch, 4-cylindres en ligne à injection directe.
  - 3.2 V6 JTS, 191 kW / 260 ch, 6-cylindres en V 60°, injection directe, transmission intégrale Q4 (de série, puis en option à partir de 2008).

Tous les blocs moteurs essence sont en alliage d'aluminium, et équipés d'une injection directe d'essence et d'un variateur de phase à l'admission et à l'échappement. Le moteur 1.8 MPI a été supprimé du catalogue au cours de l'été 2010.
Le 3.2 V6 fait partie du partenariat Fiat-GM qui s'est arrêté en 2005. De profondes modifications ont été apportées par les ingénieurs Alfa Romeo. La fabrication du V6 est entamée dans l'usine Holden de Melbourne, en Australie, puis terminée par Alfa Romeo en Italie, à Pomigliano d'Arco.
Depuis octobre 2006 une version 2.2 JTS avec boîte robotisée M32 MTA Selespeed est disponible.
Le bloc essence 1750 TBI est un nouveau bloc essence 4-cylindres turbo développé par le centre de recherche Fiat Power Train. Il affiche une cylindrée de 1 742 cm3 à injection directe développant 200 ch, et prend l'appellation 1750 TBI en référence aux modèles à succès de la marque dans les années 1960 et 1970 (parmi lesquelles les célèbres 1750 Berlina et GTV 1750). Ce moteur profite des dernières évolutions technologiques du groupe parmi lesquelles un double variateur de phase continu, un turbocompresseur, ainsi qu'un système de contrôle dénommé Scavenging qui permet de maximiser le couple aux très bas régimes en garantissant une réponse rapide du moteur. Il en résulte des prestations comparables à celles d'un moteur de 3 000 cm3 mais avec des consommations réduites (8,1 L/100 km en cycle mixte et des émissions de CO2 de 189 g/km). Les performances annoncées sont une vitesse de pointe de 235 km/h, le 0  à   100 km/h en 7,7 s et 320 N m de couple disponible à 1 400 tr/min.
- Versions Diesel
  - 1.9 JTDm 8v ECO (120 ch) boîte manuelle 6 rapports
  - 1.9 JTDm 16v (150 ch) boîte manuelle et automatique 6 rapports
  - 2.0 JTDm 16v (136 ch) boîte manuelle 6 rapports
  - 2.0 JTDm 16v (170 ch) boîte manuelle 6 rapports
  - 2.4 JTDm 20v (200 ch) boîte manuelle et automatique 6 rapports
  - 2.4 JTDM 20V (210 ch) boîte manuelle 6 rapports

Les moteurs 1.9 JTDm 16V 150 ch, ainsi que le 5-cylindres 2.4 JTDm dans sa version Q4 210 ch, ont été supprimés du catalogue durant l'été 2010.
Tous les diesels sont issus du groupe Fiat et plus précisément de Fiat Powertrain Technologies. La gamme 1.9 JTD est une évolution des moteurs introduits dans la 156, modèle précédant la 159. La gamme 2.0 JTDm représente une nouvelle gamme de moteurs diesel avec le système Common Rail version 2.
Les nouveaux diesels 2.0 JTDm 170 ch qui remplacent des anciens 1.9 JTDm, apportent des performances accrues par rapport au 1.9 JTDm 150 ch et ses 218 km/h de vitesse de pointe, 8,8 s pour passer de 0  à   100 km/h et un couple de 360 N m à 1 750 tr/min. Ils offrent donc de meilleures reprises par rapport au 1.9 JTDm 150 ch, le 2.0 JTDm est ainsi plus sobre que le 1.9 JTDm 150 ch (5,4 L/100 km en cycle mixte, et 4,4 L/100 km en cycle extra-urbain, les valeurs de CO2 passent à 136 et 142 g/km.

### Les versions 1750 TB et 2.0 JTDm

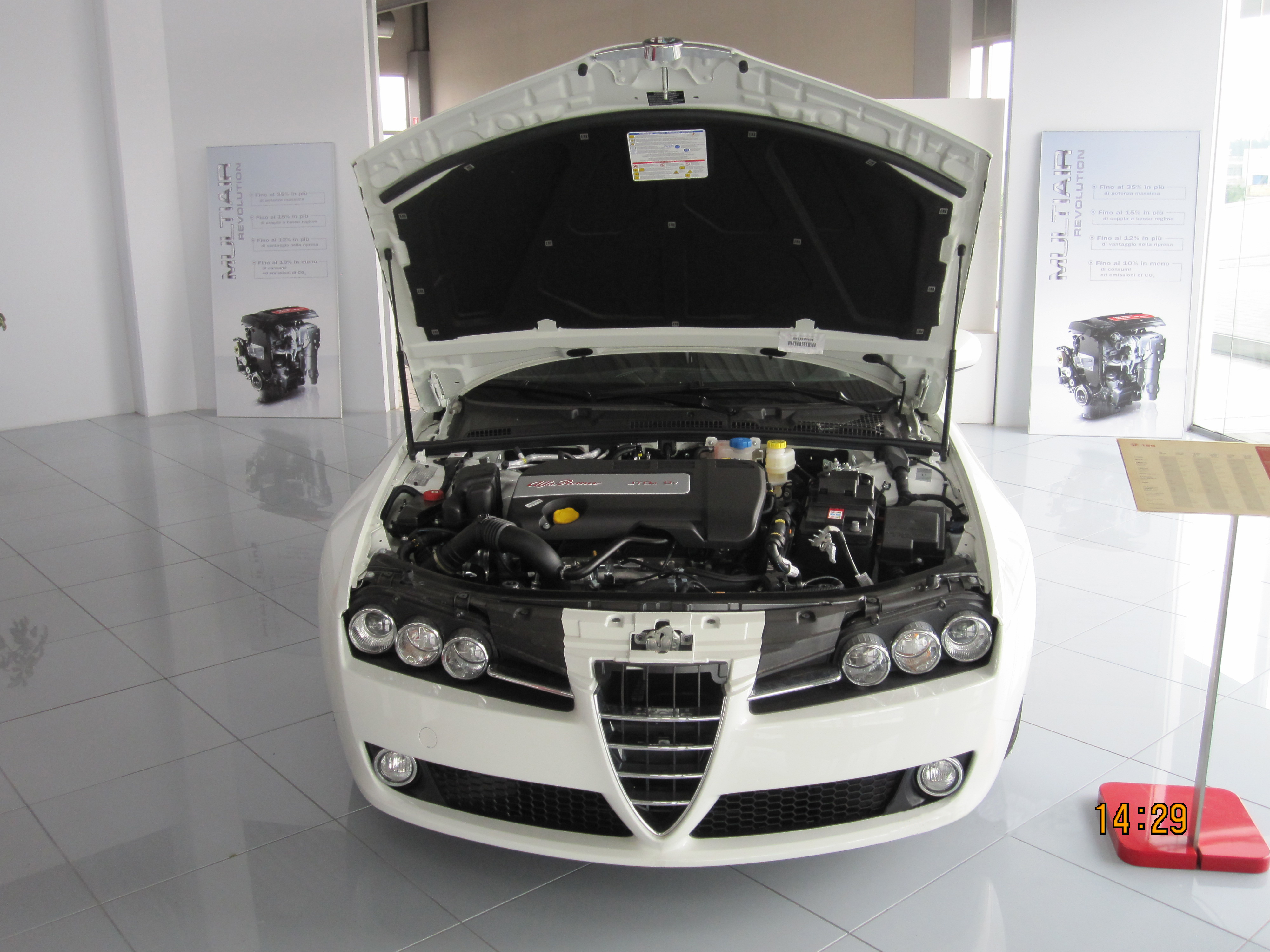
Moteur d'une Alfa Romeo 159 JTDM.

C'est au Salon de l'automobile de Genève 2009 que le constructeur milanais a lancé deux nouvelles motorisations : la 1750 turbo essence et le diesel JTDm de 2 L, toutes deux homologuées Euro 5.
La 1750 TBi est un rappel à l'ancienne Alfa Romeo 1750 de la fin des années 1960. Le moteur est un 4-cylindres en ligne à 16 soupapes à injection directe avec double variateur de phase, un brevet Fiat Powertrain Technologies, d'une cylindrée de 1 742 cm3, il développe 200 ch (147 kW) à 5 000 tr/min avec un couple de 320 N m à 1 400 tr/min. Équipée d'une boîte à 6 rapports, la voiture dépasse les 235 km/h avec une accélération de 0  à   100 km/h en à peine 7,7 s.
Le Diesel 2.0 JTDm est dérivé du 1 910 cm3 qui a été monté sur nombre de voitures comme les Alfa Romeo 156 et 147, la nouvelle Alfa Romeo Giulietta, la Fiat Bravo II, les Lancia Delta (2008). Ce moteur dispose d'une cylindrée de 1 956 cm3, développe 170 ch (125 kW) à 4 000 tr/min avec un couple de 360 N m à 1 750 tr/min. Conforme aux normes Euro 5, il ne dégage que 136 g de CO2 au km. La voiture équipée de ce moteur atteint 216 km/h avec une accélération de 0  à   100 km/h en moins de 9 s et une consommation moyenne de 5,1 L/100 km (données constructeur). Ce moteur offre un agrément supérieur au 1.9 JTDm ainsi que des consommations et des rejets de CO2 moins importants.
Le 2.0 JTDm est également présent sous le capot des Alfa Romeo Brera et Spider mais en version 170 ch uniquement. Il équipe aussi les modèles Saab 9.5 et Opel Insigna et Zafira.

## Notoriété

### Cinéma
- Quantum of Solace en 2008 : deux 159 (3.2 JTS V6 TI) noires poursuivent James Bond au début du film.
- Anges et Démons en 2009.
- Johnny English 2 : quatre 159 poursuivent Johnny English.

### Sport automobile
L'Alfa 159 a été de nombreuses fois utilisée comme safety car pour diverses catégories de courses.

### Autre
L'Alfa Romeo 159 est la voiture officielle en Italie pour les unités de la Polizia, des Carabinieri, Guardia di Finanza , etc.

## Images

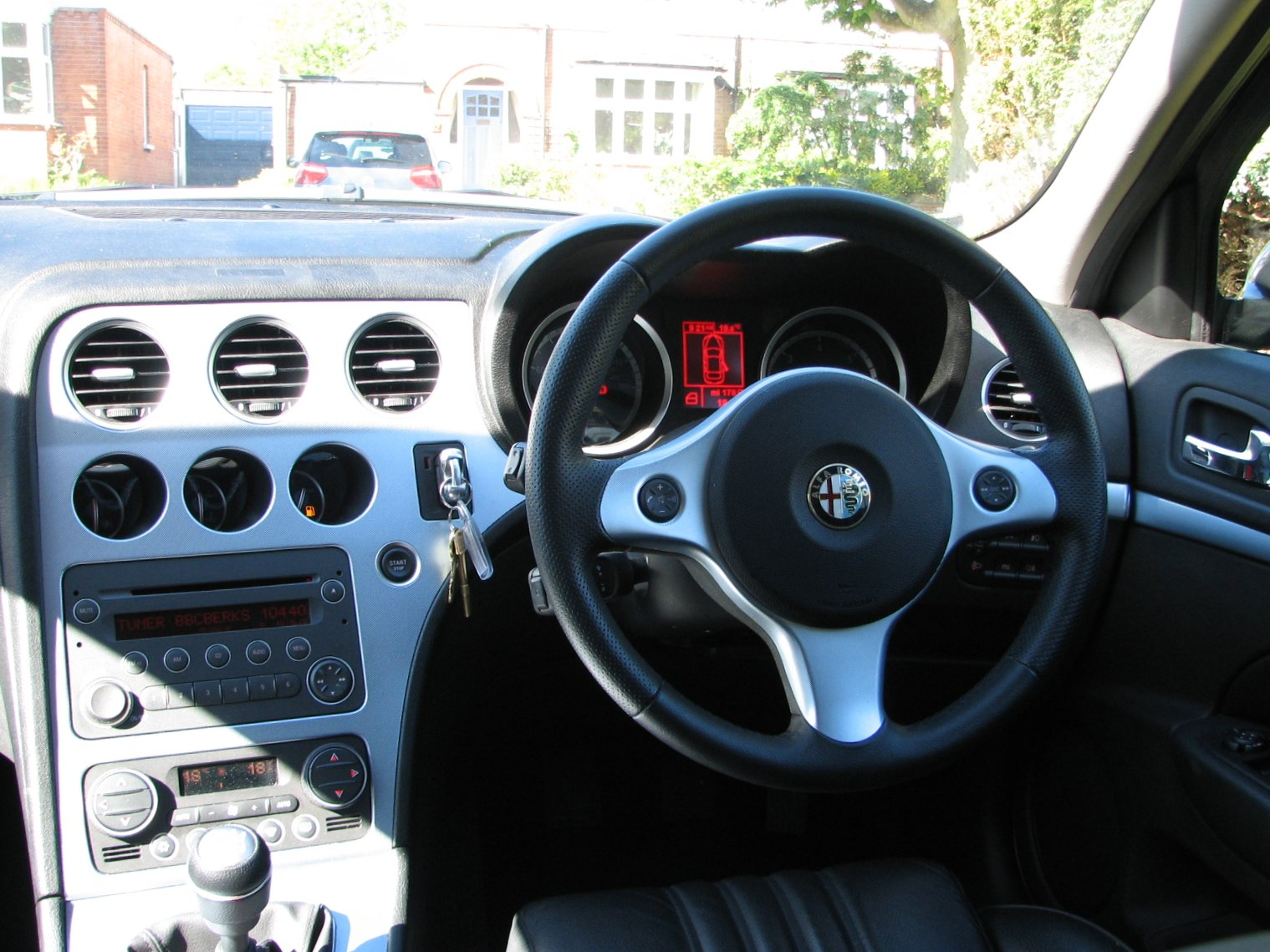
Intérieur d'une Alfa 159 avec le volant à droite.
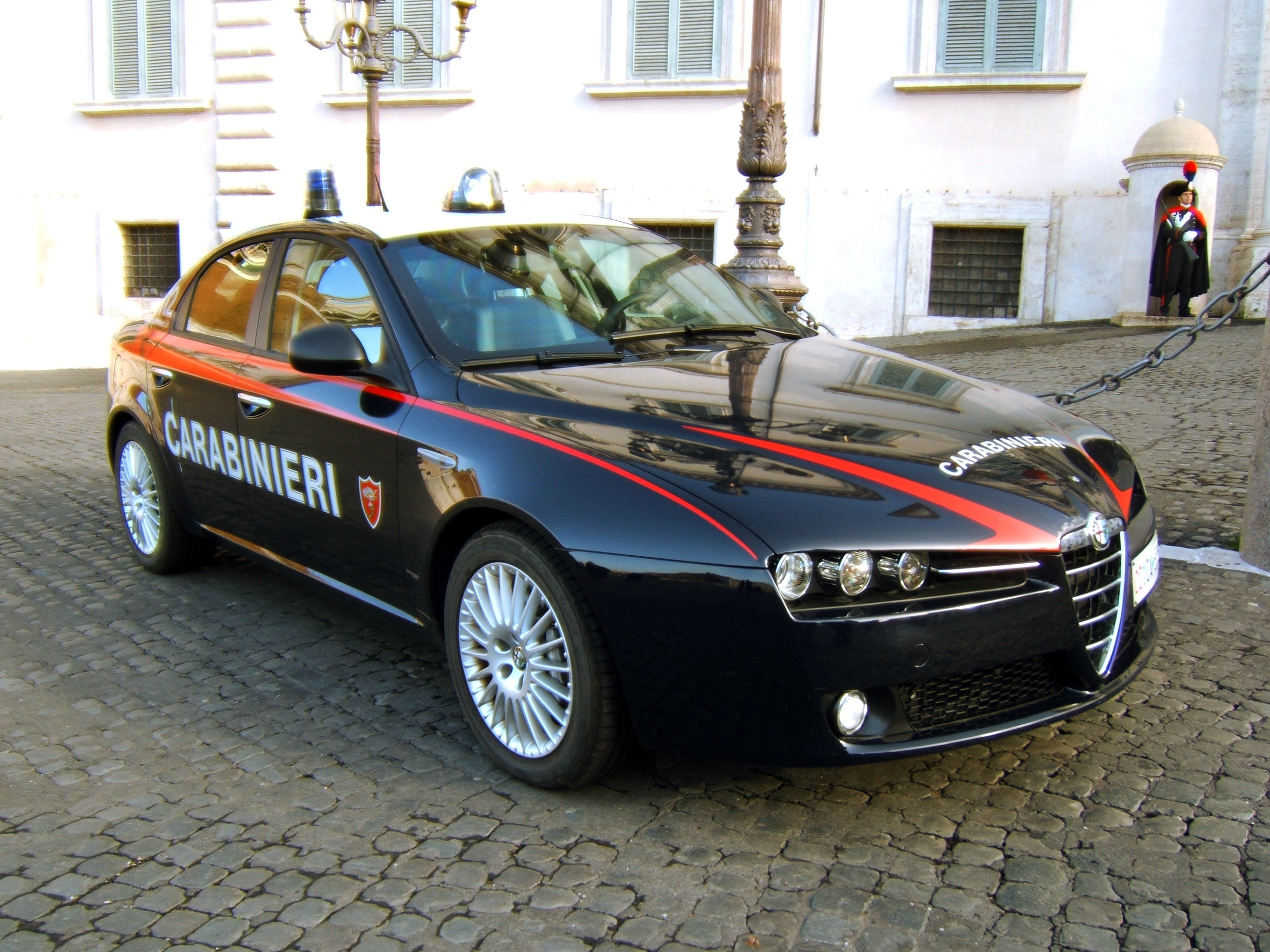
Alfa 159 version Gazzella des carabiniers romains devant le Palais du Quirinal de la présidence de la république italienne
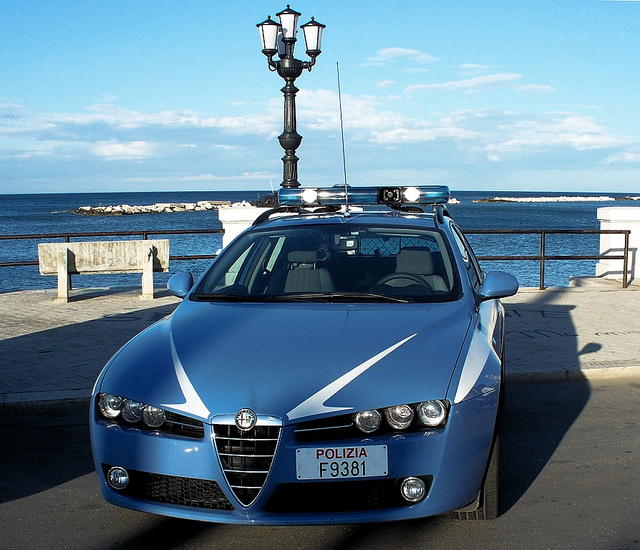
Alfa 159 Pantera (Police)
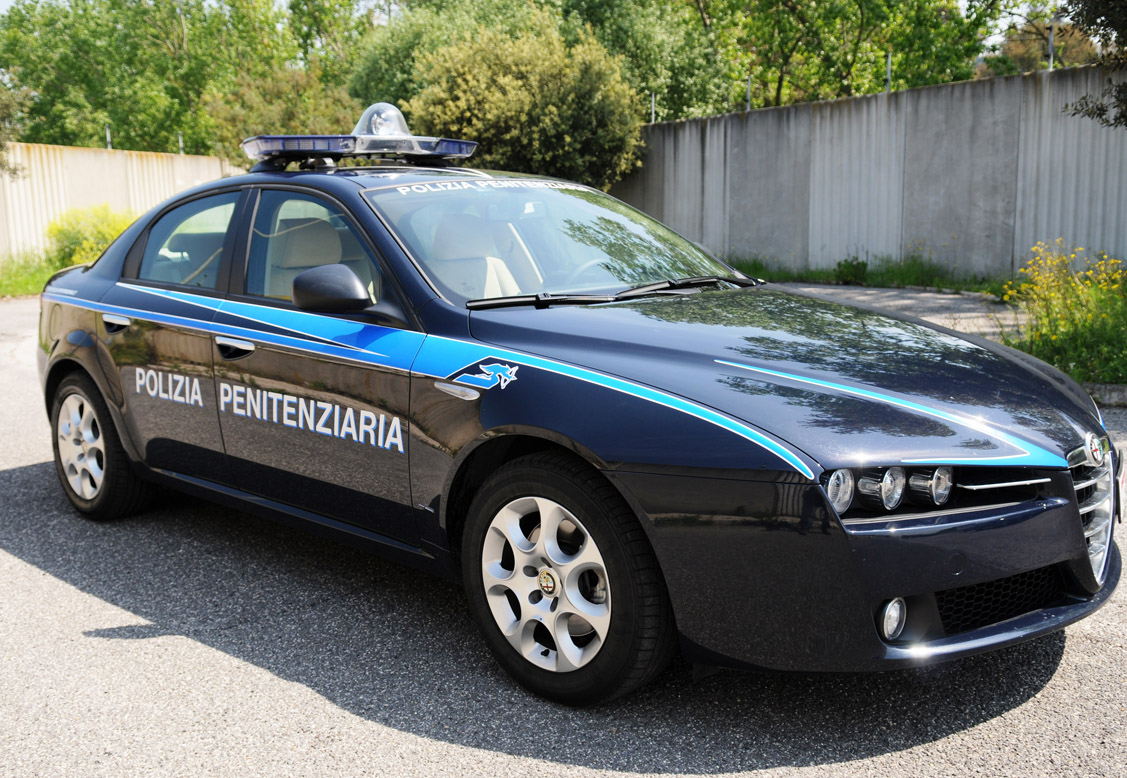
Alfa 159 Police pénitentiaire